# ベルリン襲撃 (1760年)
ベルリン襲撃（ベルリンしゅうげき）は、七年戦争中の1760年10月、オーストリア軍とロシア軍が4日間にわたってプロイセン王国の首都ベルリンを占領した事態を指す。占領軍は同市から資金を徴収すると、プロイセン軍の接近とともに撤退した。後に、ロシア軍の指揮官トートレーベン伯は、ベルリンの町を救わんとするプロイセン側から賄賂を受け取ったという告発を受けて裁判にかけられ、スパイとして有罪を宣告された。

## 背景
1759年、プロイセン軍に対する一連の勝利に続く年は、連合軍を落胆させる結果に終わりつつあった。圧倒的な動員力を擁しながら、8月のリーグニッツの戦いで敗北を喫し、シュレージエン進攻が行きづまったからである。しかしプロイセン王国の首都ベルリンは、シュレージエンに兵力を結集させるというフリードリヒ大王の判断によって危機に晒されたままであった。この状況に鑑みてフランスは、ロシアによるベルリンの急襲を提案する。
かつてオーストリア軍のより小規模な襲撃により、ベルリンは1757年10月に短期間、占領されたことがあった。連合軍の計画は、主力によるグーベン方面への陽動を意図していた。その間に、ハインリヒ・フォン・トートレーベン少将率いる一軍を分派し、北方に急進してベルリンを襲撃する予定だったのである。これにラシー伯が率いるオーストリアの別働隊が続く。
また行軍速度を上げるため、多数のコサック騎兵および軽騎兵がこの襲撃に参加することになった。

## 占領

### 接近
10月5日、トートレーベンは奇襲によってベルリンを陥落させるべく、ロシア兵5,600名の前衛部隊を率いてオーデル川を渡った。この奇襲の試みは、不意の迎撃に直面して頓挫する。ベルリン守備隊司令官[3]のロッホウ中将は、ロシア軍の脅威を前に撤退を望んだが、市内で療養していたプロイセン軍の騎兵指揮官フリードリヒ・ヴィルヘルム・フォン・ザイトリッツ中将は2,000名の守備隊を召集すると、ロシア軍を市門から撃退することに成功した。
ベルリンの危機を知ると、ヴュルテンベルク公フリードリヒ・オイゲン中将は、ポンメルンのスウェーデン軍に向けていた部隊を引き返させた。その間に、ザクセンから派遣された分遣隊も到着し、町の守備隊は18,000名に増強される。しかしラシー伯のオーストリア軍が到着すると、形勢は再び連合軍に傾いた。そしてオーストリア軍がポツダムとシャルロッテンブルクを占領すると、優勢な相手を前にプロイセンの守備隊は市街を放棄し、シュパンダウ付近への退却を強いられた。

### 占領

シャルロッテンブルク宮殿は占領軍に占拠された。

10月9日、ベルリンの市議会は、不倶戴天の関係にあったオーストリア軍よりも、ロシア軍に正式に降伏する決定を下す。即座にロシア軍は、私有財産の保護と引き換えに400万ターラーを要求した。これに対し裕福な商人ヨハン・エルンスト・ゴッツコウスキーは市の代表とし交渉を担当し、トートレーベンを説得すると徴収額を150万ターラーまで減額させることができた。その間にオーストリア軍は市内に押し入ると、その大部分を占領した。
オーストリア軍はロシア軍に比べ、より熱心に市内で復讐行為に及んだ。ザクセンやオーストリアの占領地における、プロイセン軍の振る舞いが伝わっていたからである。一方、国際的な名声の向上に心を砕いていたロシア軍はおおむね、より節度をもって住民の尊重を重視していた。
なお、市街の一部は占領軍によって略奪され、王宮のいくつかの建造物に火が放たれた。そしてマスケット銃約18,000丁と大砲143門が押収された。また、過去の戦いで奪われたオーストリアとロシアの軍旗は奪還され、捕虜およそ1,200名が解放された。

### 撤収
フリードリヒ大王が優勢な軍勢を率い、ベルリンの救援に向かっているという噂が立つと、連合軍の司令官はその主要な目的を達成したこともあって、撤収へと駆り立てられた。占領軍は10月12日に都から撤退し、それぞれ別の目的地へ向う。ラシー伯率いるオーストリア軍はザクセンを目指し、ロシア軍はフランクフルト・アン・デア・オーダー近郊の主力に再合流した。
ベルリンが敵に放棄されたと聞くと、フリードリヒ大王は救援の試みを中止し、シュレージエンとザクセンの事態に集中するべく戦地へ戻って行った。

## 影響
フリードリヒ大王はベルリンの防衛軍と、活発な抵抗に失敗した市民に憤りを感じていた。しかし権威の失墜にもかかわらず、この襲撃は軍にとって、特に重大な事態とはならなかった。占領の影響が残る中、フリードリヒ大王に率いられたプロイセン軍はトルガウの戦いに辛勝する。後にトートレーベンは間諜の罪に問われ、死刑を宣告されると結局、女帝エカチェリーナ2世から恩赦を賜った。
1762年に入ると、ベルリンはさらに永続的で決定的な占領の危機に瀕したが、フリードリヒ大王はブランデンブルクの奇跡に救われる。